# Kornellplätt
Kornellplätt (Vuilleminia macrospora) är en svampart som först beskrevs av Giacopo Bresàdola, och fick sitt nu gällande namn av Hjortstam 1987. Kornellplätt ingår i släktet Vuilleminia och familjen Corticiaceae.  Arten är reproducerande i Sverige. Inga underarter finns listade i Catalogue of Life.